# 塩田北斗
塩田 北斗（しおた ほくと、1987年12月25日 ）は、福岡県北九州市出身の日本の競艇選手。登録第4566号。
師匠は今村暢孝（登録第3265号）、弟子は中田達也（登録第4802号）。同期に菅章哉、長谷川雅和、塩崎桐加、佐藤翼、渡邉優美らがいる。

## 来歴
2019年10月30日、常滑競艇場にて開催された「INAX杯争奪第31回とこなめ大賞」最終日12R優勝戦に出場し、6コースからまくり差しを決めてG3初優勝。
2021年12月5日、福岡競艇場にて開催された「福岡ソフトバンクホークス杯」最終日12R優勝戦に出場し、1コースから逃げを決めて地元でのG3優勝を決める。
2022年10月5日、常滑競艇場にて開催された「第69回ボートレースダービー」初日第9Rに出場し、1コースから逃げを決めてSG初勝利をあげた。
2023年9月5日、常滑競艇場での「G1開設７０周年記念競走トコタンキング決定戦」でG1初優出（6着）